# Nortetrazepam
Il nortetrazepam è uno psicofarmaco appartenente alla categoria delle benzodiazepine, ed è uno dei principali metaboliti del tetrazepam.